# Паная-Кая
Пана́я-Ка́я (крымскотат. Panayanıñ Qayası, Панаянынъ Къаясы), или Папа́я-Ка́я, — гора в Крыму, в 2 км к востоку от села Морское, в 5 километрах от села Веселое и в 10 километрах к западу от города Судак.
Название имеет смешанное греческо-крымскотатарское происхождение: panayanıñ qayası в переводе с крымскотатарского означает «скала панаи», где паная (панагия, греч. παναγία) — «пресвятая», греческий эпитет Богородицы. Другим вариантом этимологии считается вариант «Гора священника» или «Священная скала», из тех же греческого и тюркского корней.
Вытянутая по направлению север-юг и изогнутая к западу гора с южным склоном Кечит-Вермез (крымскотат. keçit vermez, прохода не даст), который круто обрывается в Чёрное море восточнее мыса Ай-Фока (Святой Фока).
Гора поросла редколесьем, западный склон около Капсихорской бухты крутой, восточный плавно спускается к бухте Маленького Капитана.
По горе Паная проходит водораздел рек Юрт и Ворон.

Карта Южного Крыма к сборнику Петра Кеппена, 1836.
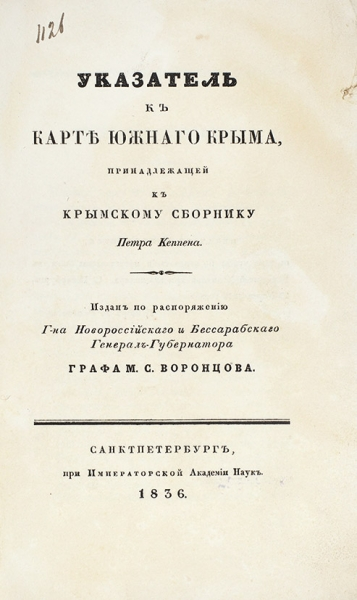
Указатель к карте Южного Крыма, принадлежащей к Крымскому сборнику Петра Кеппена, СПб,  1836
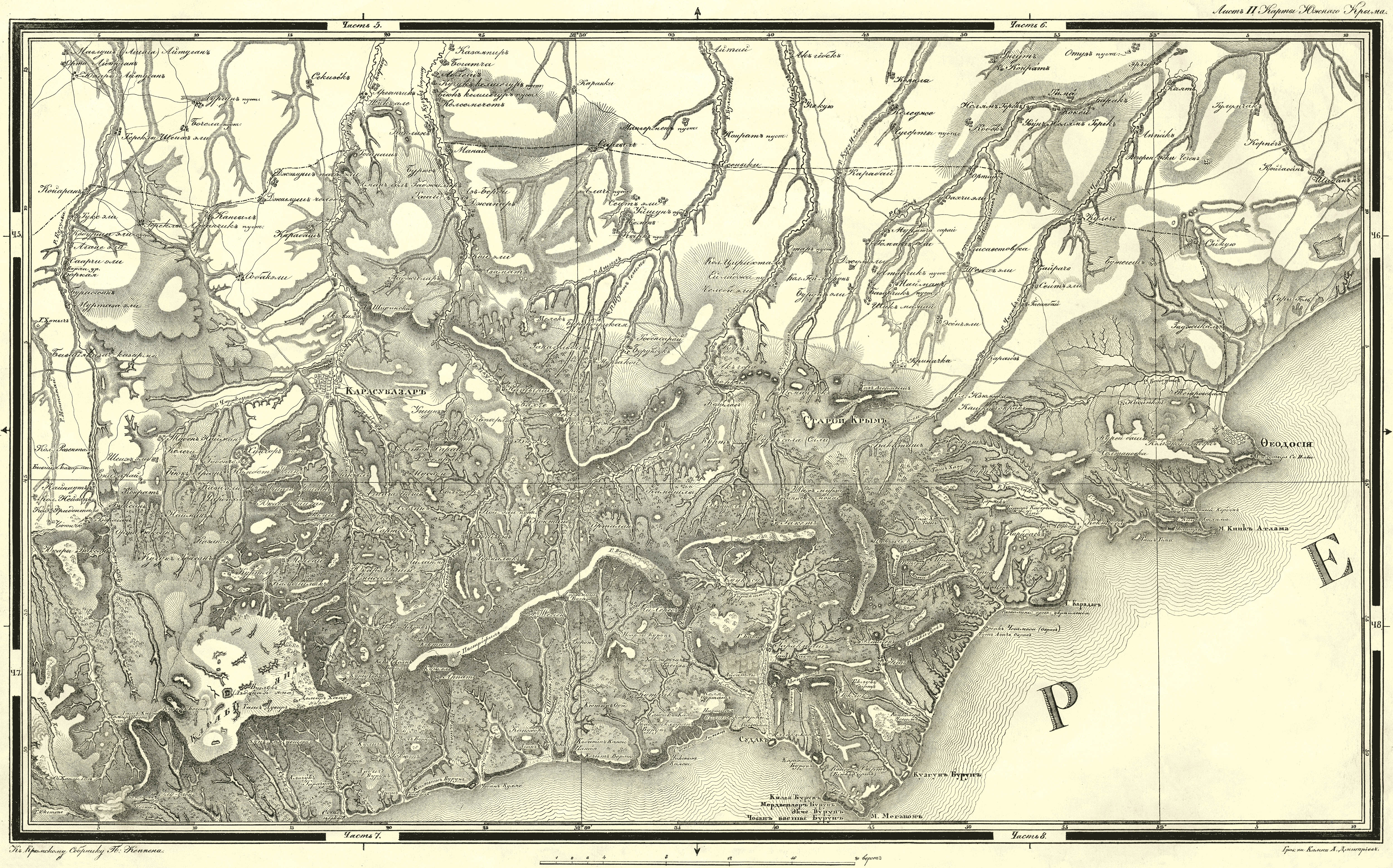
Гора Паная, лист 2 карты Южного Крыма к Крымскому сборнику Кеппена (1836)
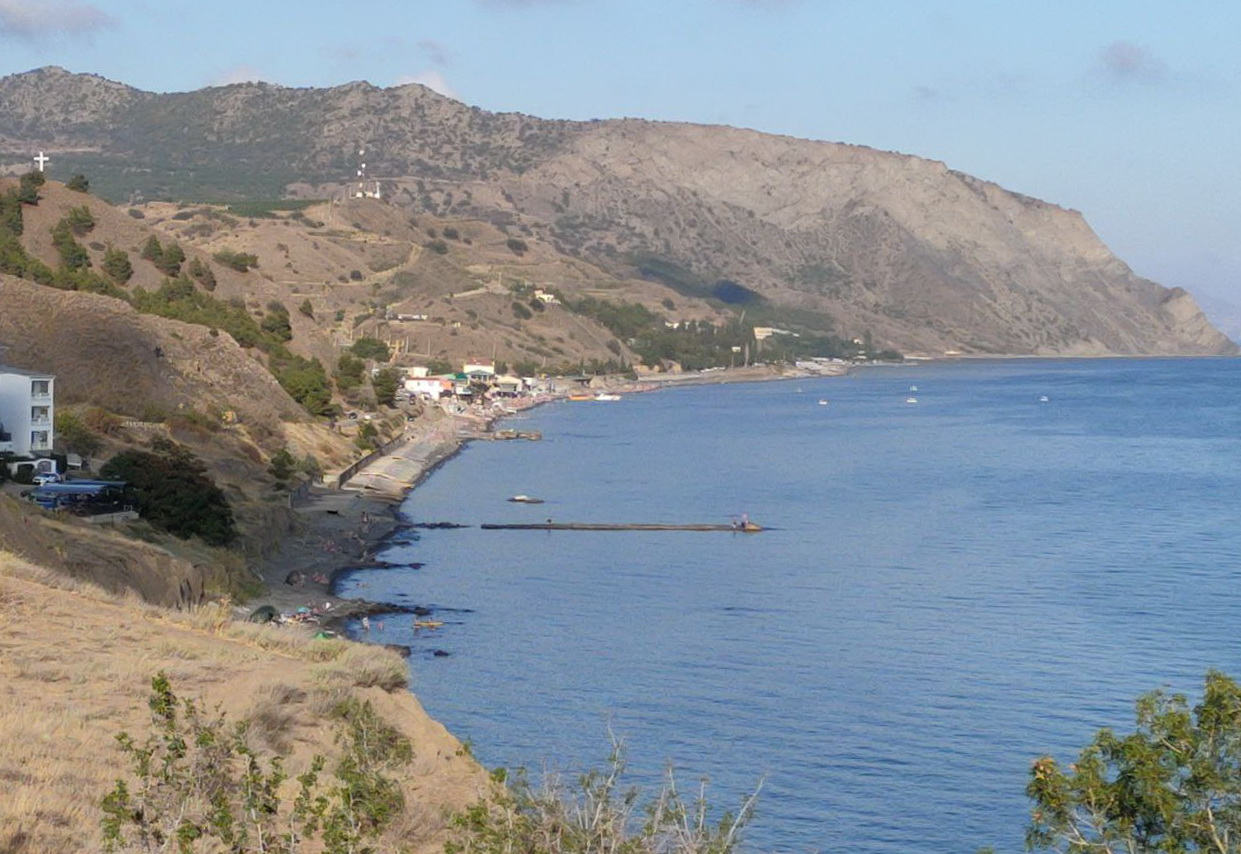
Капсихорская бухта и гора Паная со стороны мыса Партизанский